# O Grove
O Grove (orthographe alternative : Ogrobe) est une commune de la province de Pontevedra en Espagne située dans la communauté autonome de Galice.